# Amrum
Amrum (Noord-Fries: Oomram) is een eiland in het Duitse deel van de Waddenzee gelegen ten zuiden van het eiland Sylt en westelijk van Föhr. Het is 10 km lang en 2,5 km breed. De lokale taal is het Noord-Fries, in de plaatselijke vorm Öömrang. De hoofdbron van inkomsten is het toerisme, dat echter minder mondain is dan dat op Föhr en vooral Sylt. Bij Nebel staat een revalidatiekliniek met de naam Satteldüne. Deze is bedoeld voor de behandeling van kinderen en tieners, die lijden aan ziekten van de luchtwegen en de longen.

## Gemeenten

Kaart van het eiland
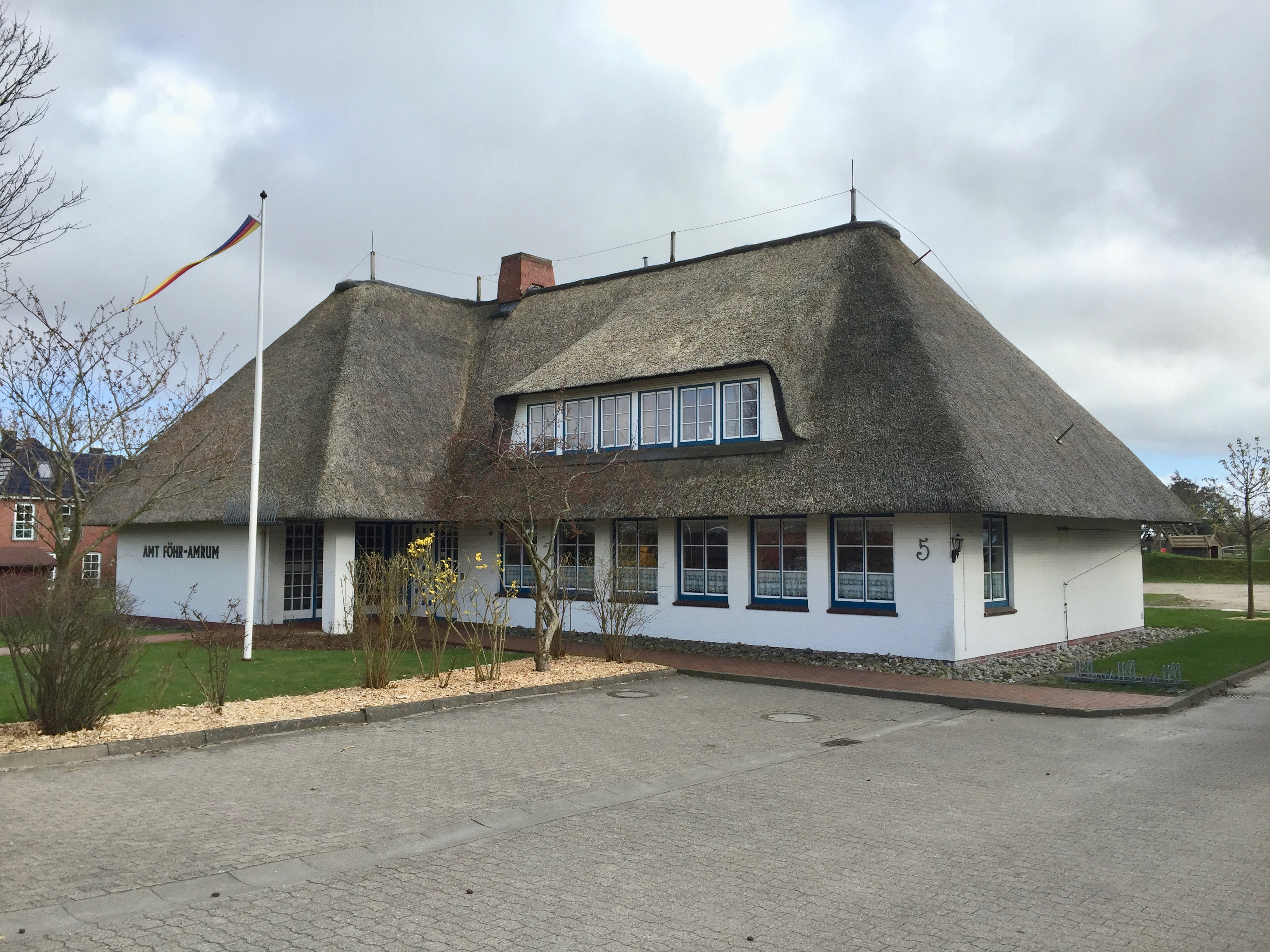
Bijkantoor van het Amt Föhr-Amrum te Nebel

Op Amrum, dat deel uitmaakt van het Amt Föhr-Amrum, liggen drie gemeenten:
- Wittdün auf Amrum gelegen aan de zuidpunt van Amrum, aanlegplaats van de veerboten en haven voor vissersboten.
- Nebel is het bezienswaardigste en historisch belangrijkste dorp op Amrum. Er zijn rietgedekte boerderijtjes in het historische dorpscentrum te vinden. De evangelisch-lutherse Sint-Clemenskerk is het belangrijkste gebouw op het eiland.
  - Steenodde, gemeente Nebel, ligt tussen Nebel en Wittdün aan de Waddenzee. Er staan nog verscheidene oude boerderijen en prehistorische heuvelgraven.
  - Süddorf, gemeente Nebel, is met Norddorf het oudste dorp van het eiland. Het beeld wordt bepaald door de oude molen.
- Norddorf auf Amrum is een modern kuur- en vakantieoord met vele winkels en cafés.

## Geschiedenis

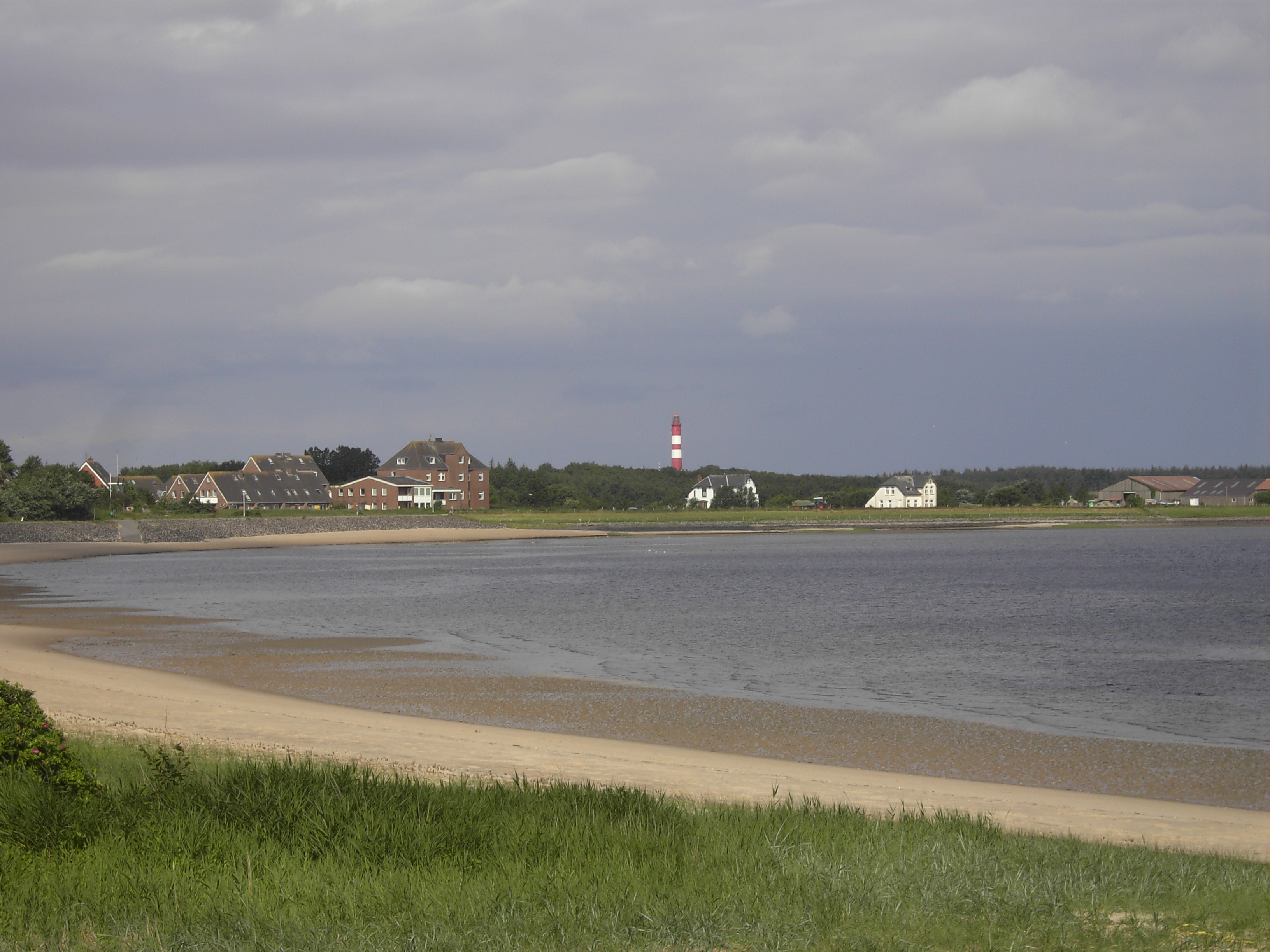
Amrum
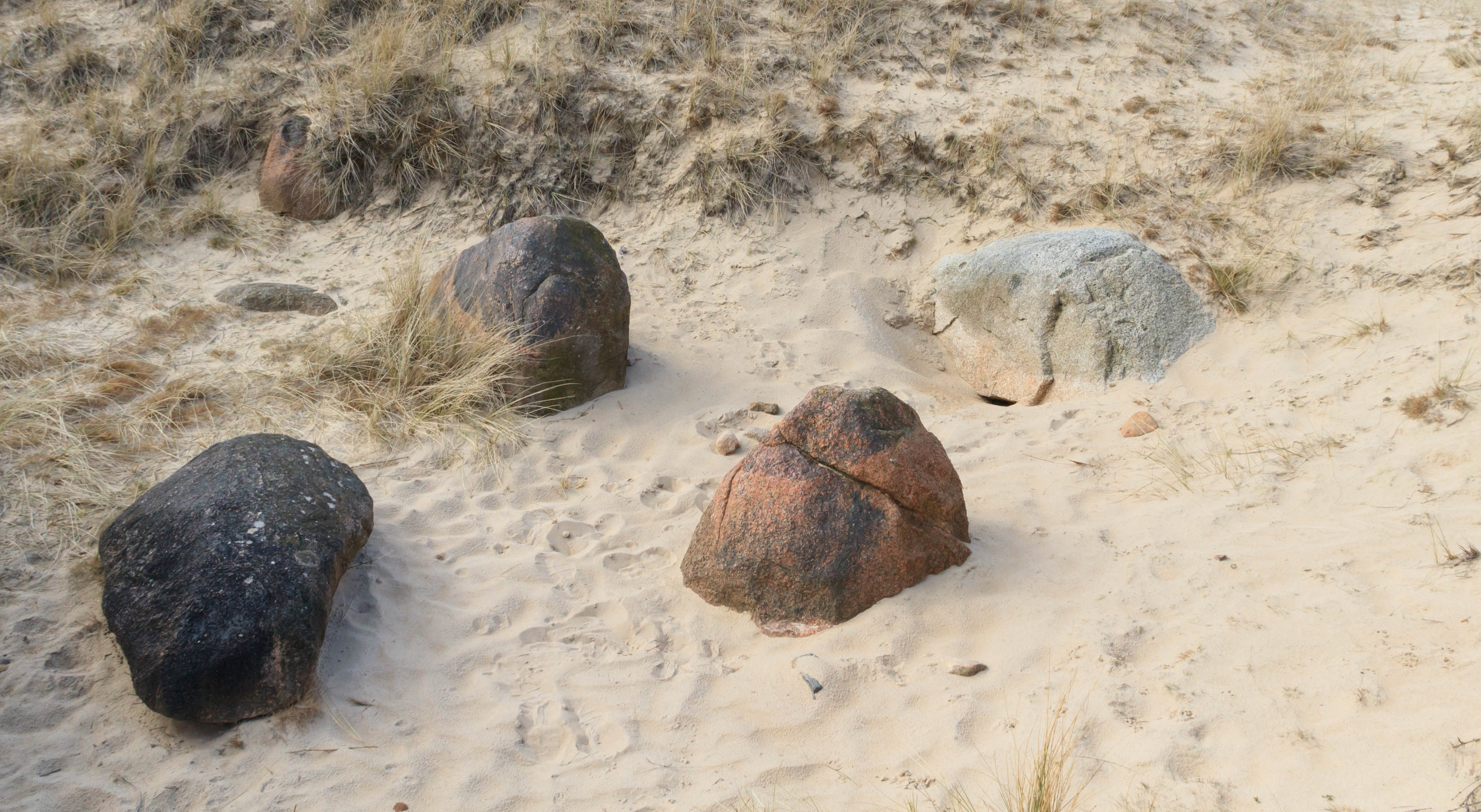
Restant van een hunebed in de Amrumer duinen, niet ver van de eendenkooi
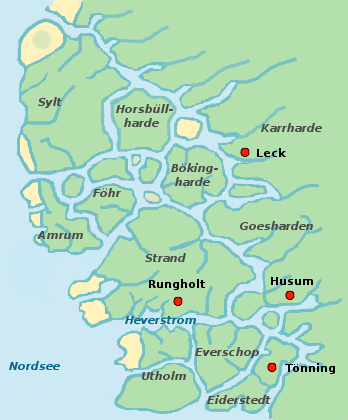
Het gebied Uthlande vóór de Sint-Marcellusvloed (16 januari 1362)
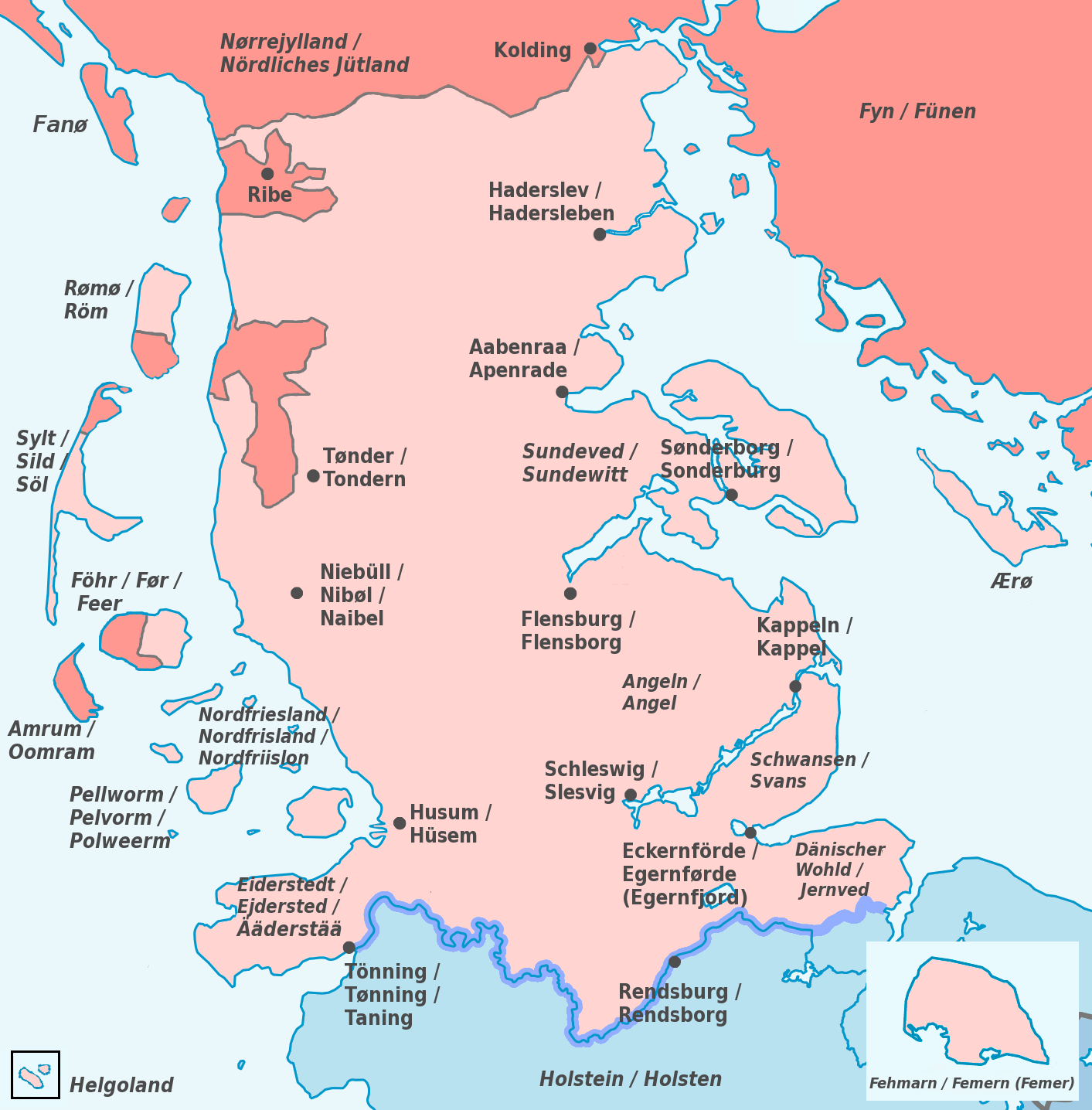
Het Hertogdom Sleeswijk in het midden van de 19e eeuw, na de Eerste Duits-Deense Oorlog vanaf 1851 in personele unie met het Koninkrijk Denemarken
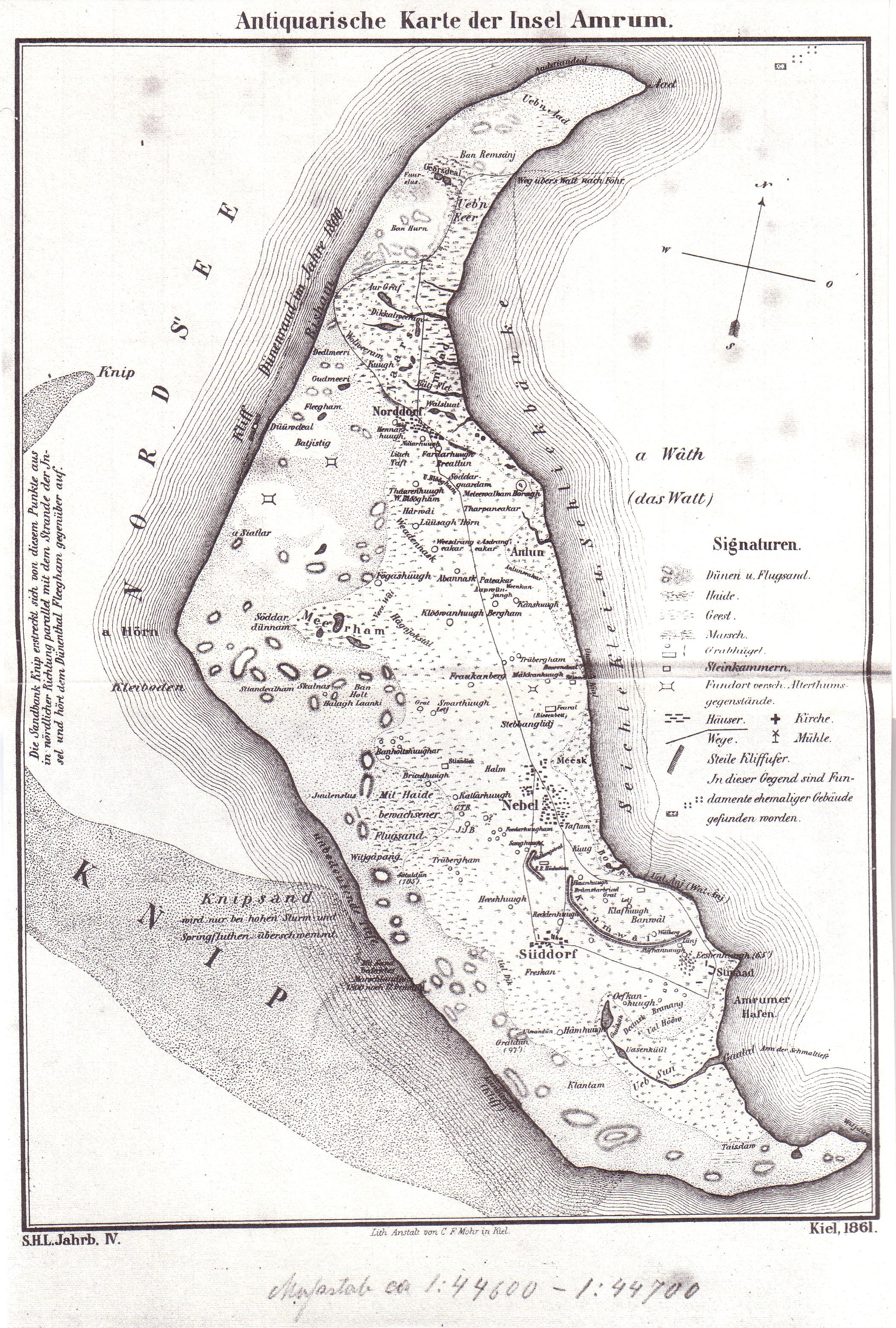
Kaart van het eiland uit 1861.[3] Het Knipsand ligt nog enigszins "los" ten zuidwesten van Amrum.
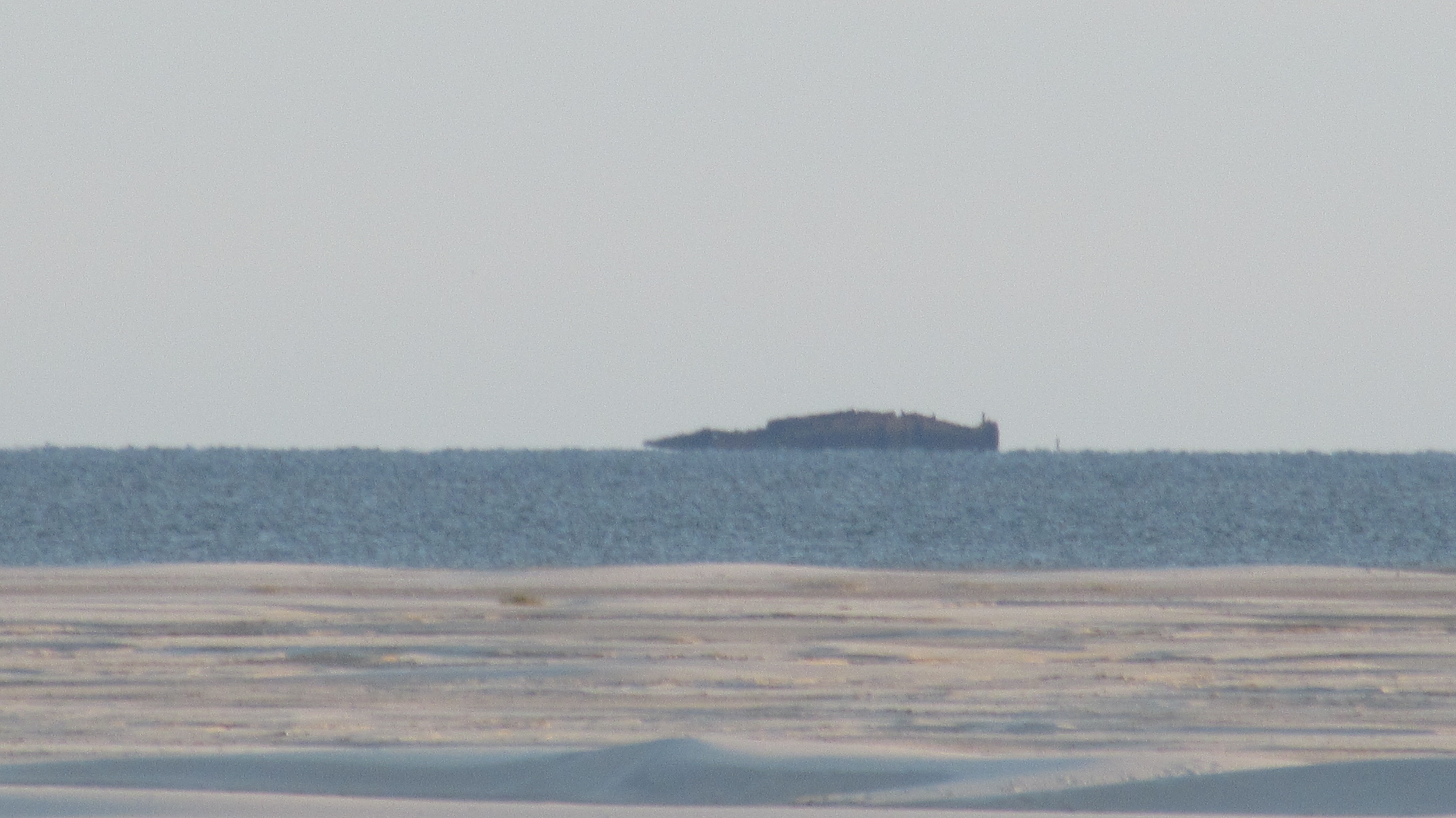
Scheepswrak van de Pallas voor de kust van Amrum (2015)

De eilanden Amrum, Föhr en Sylt liggen op een aan het eind van de voorlaatste ijstijd, het Saalien, ontstane morene. Keileem, klei en ander materiaal vormde afzettingen, die tot stuwwallen uitgroeiden. 
De Noord-Friese eilanden worden al sinds het neolithicum, de Jonge Steentijd, in het geval van Amrum: 3000 v.Chr. bewoond. Als bewijs vindt men op Amrum verscheidene megalietmonumenten (waaronder een hunebed in de duinen bij Nebel), grafheuvels en andere overblijfselen uit steen-, brons- en ijzertijd.  
Achtereenvolgens Angelen, Vikingen (bij de Krumwal) en Friezen hadden er in de Vroege Middeleeuwen kleine nederzettingen. De eilanden Amrum en Föhr werden in 1231 voor het eerst in een document vermeld. Men leefde van visserij, zeevaart en (op Amrum in beperkte mate) het winnen van keukenzout door zeezout te scheiden van verbrande turf. Deze ook uit Nederland bekende moernering leidde tot bodemdaling en droeg uiteindelijk bij aan groot landverlies bij overstromingen.
De geschiedenis van Amrum, Föhr en Sylt wordt overheerst door de strijd tegen het natuurgeweld. Blanke Hans, zoals de Noordzee hier graag wordt genoemd, heeft met verschillende stormvloeden de westkust van Sleeswijk-Holstein en Denemarken sterk gekloofd en vele mensenlevens opgeëist. Het zeewaterpeil lag tot omstreeks de 11e eeuw van onze jaartelling beduidend lager dan tegenwoordig. Het gebied van de genoemde drie eilanden, Uthlande, was tot aan de  catastrofale Sint-Marcellusvloed (1362) of Eerste Grote Mandränke grotendeels venig, moerassig land met prielen ertussen. Niet ver ten zuiden van de eilanden, op het zuidoostelijke buureiland Strand, lag de legendarische havenstad Rungholt, die geheel in zee verdween. Na deze stormvloed ontstond grofweg de huidige Noordelijke Waddenzee. Later, op 11-12 oktober 1634, werd het gebied geteisterd door de Burchardivloed of Tweede Grote Mandränke.
De naam van het dorp Nebel is ongeveer dezelfde als die van Niebüll: nieuwe hoeve. Met het Duitse woord voor mist, Nebel, bestaat dus geen etymologisch verband.
Vroeger, met name in de 17e en 18e eeuw, leefde men op op Amrum voornamelijk van de walvisvangst en daarnaast van, vaak illegaal, strandjutterij. Het volksfeest Biikebrennen wordt wel met dit stuk regionale geschiedenis in verband gebracht. 
In 1768 en 1925 legden grote branden veel huizen in Norddorf in de as. Hierdoor is er weinig van de historische bebouwing overgebleven.
Amrum behoorde vanaf de 15de eeuw, tezamen met het westelijk deel van het eiland Föhr, bij het Bisdom Ribe. Administratief was Föhr verdeeld in twee harden of districten: de Westerharde omvatte ook het eiland Amrum, de Oosterharde of Osterland kwam kort na 1420 onder bestuur van het Hertogdom Sleeswijk te staan, wat tot 1864 zo bleef. De Westerharde kwam in 1400 onder direct bestuur van koningin Margaretha te staan, en zo behoorden Amrum en de westelijke helft van Föhr tot 1864 tot de Deense koninklijke enclaves. Amrum kwam na de Tweede Duits-Deense Oorlog in 1864, samen met Sleeswijk, onder gezamenlijk Oostenrijks-Pruisisch bestuur en behoorde na 1867 tot de Pruisische provincie Sleeswijk-Holstein. Tijdens een referendum in 1920 sprak een ruime meerderheid van de bevolking zich uit om bij het Duitse Rijk te willen blijven.
Na de inlijving bij Pruisen in 1864 emigreerden relatief veel jonge mannen van Amrum naar de Verenigde Staten, vooral om de driejarige militaire dienstplicht in Pruisen te ontlopen.
Het toerisme kwam later op gang dan op Föhr en Sylt. De bevolking was op godsdienstig gebied tamelijk conservatief en vreesde de met het toerisme gepaard gaande zedeloosheid.  Pas rond 1890, toen de invloedrijke geestelijke Friedrich von Bodelschwingh te Norddorf een christelijk vakantieoord  had gesticht, ontstond de badplaats Wittdün en kwamen er strandhotels. Maar nog altijd storen de Amrumers zich aan met het toerisme daar samenhangende overlast vanaf het buureiland Sylt, zoals vliegtuiglawaai.
Het Kniepsand was tot in de jaren-1930 een zandbank, die door wind en stromingen geleidelijk van zuidwest naar noordoost "wandelde". Tot plm. 1930 was er tussen het Kniepsand en Amrum nog een smalle baai, met daarin een vissershaven en de thuisbasis van de reddingboot. Nadien stoof en vloeide de baai dicht, en is het Kniepsand nu een ongeveer 1.000 hectare groot strandgebied. 
Eind oktober 1998 brak aan boord van het met hout beladen  vrachtschip Pallas brand uit.  De Pallas, met bestemming Casablanca voer door Deense territoriale  wateren.
Op dat moment was het stormachtig weer. De Deense autoriteiten konden alleen de opvarenden redden. Het verlaten, olie lekkende schip dreef zuidwaarts af en strandde bij Amrum. De uit de Pallas lekkende scheepsbrandstof liep de Waddenzee in en veroorzaakte  grote milieuschade. De bevolking wist met veel inzet van vrijwilligers de stranden schoon te maken. Anno 2018 lag het wrak van de Pallas nog voor de kust weg te roesten.

## Bezienswaardigheden
- Natuurschoon, strand e.d.:
  - Het beperkt toegankelijke duingebied Amrumer Odde aan de noordkant van het eiland, begrensd door wadden- en kweldergebied; waardevol als vogelreservaat: broedgebied van o.a. de dwergstern en diverse eenden- en meeuwensoorten; de Odde wordt jaarlijks een stukje kleiner door kustafslag na stormen. Het klif aan de waddenkust is hier vlakbij.
  - 10 km² groot strand in het westen, genaamd Kniepsand
  - Hoge duinen, tot 32 meter hoog
  - De eendenkooi (Vogelkoje), 2 km ten zuiden van Norddorf, die vanaf 1866 in bedrijf was is ten dele gereconstrueerd als gecombineerd cultuur- en natuurmonument. De kooi ligt in een gebied, waar zich ook veel van de monumenten uit de Jonge Steentijd bevinden.
  - Wandelende duinen, overgaand in bos en heide; Amrum is het bosrijkste van alle Noord-Friese Waddeneilanden.
- Monumenten en historische gebouwen:
  - Het eiland telt vier vuurtorens, waarvan de rood-witte , 42 m hoge toren op het Großdün bij Wittdün de hoogste vuurtoren is aan de Sleeswijk-Holsteinse Waddenzeekust, in 1875 gebouwd.
  - De St. Clemens-Kirche te Nebel met rijk interieur
    - De grafstenen op het kerkhof van de St. Clemenskerk in Nebel, bekend als de sprekende stenen. Op de ca 150 natuurstenen zerken staan afbeeldingen (veelal zeilschepen) en teksten betreffende de overledenen.[4]

  - Twee windmolens in Nebel (1771) en Süddorf, waar nog tot ver in de 20e eeuw graan werd gemalen.
  - Vele tientallen prehistorische grafheuvels
  - Restanten van een prehistorische nederzetting aan de oostkant (een 1.500 m lang walletje, vroeger een verdedigingswal uit de Viking-periode, zie de kaart uit 1861)
- Musea e.d.:
  - Het streekmuseum van het eiland is grotendeels in de uit 1771 daterende molen te Nebel gevestigd.
  - Öömrang Hüs (vertaald: Amrums Huis) is een dependance van het streekmuseum in Nebel, met wisselende tentoonstellingen over de geschiedenis van Amrum. Het is een oud kapiteinshuis dat van 1736 tot 1992 normaal bewoond werd. Het is een typisch zogenaamd Friesenhaus[5]. In het interieur o.a. een met Delfts blauwe tegels beklede wand, een statussymbool voor welgestelde gewezen zeekapiteins in geheel Noordwest-Duitsland.
- Overig:
  - De typisch Noord-Friese alcoholische lekkernij Pharisäer kan geproefd worden in talrijke cafés en restaurants op Amrum.

## Afbeeldingen

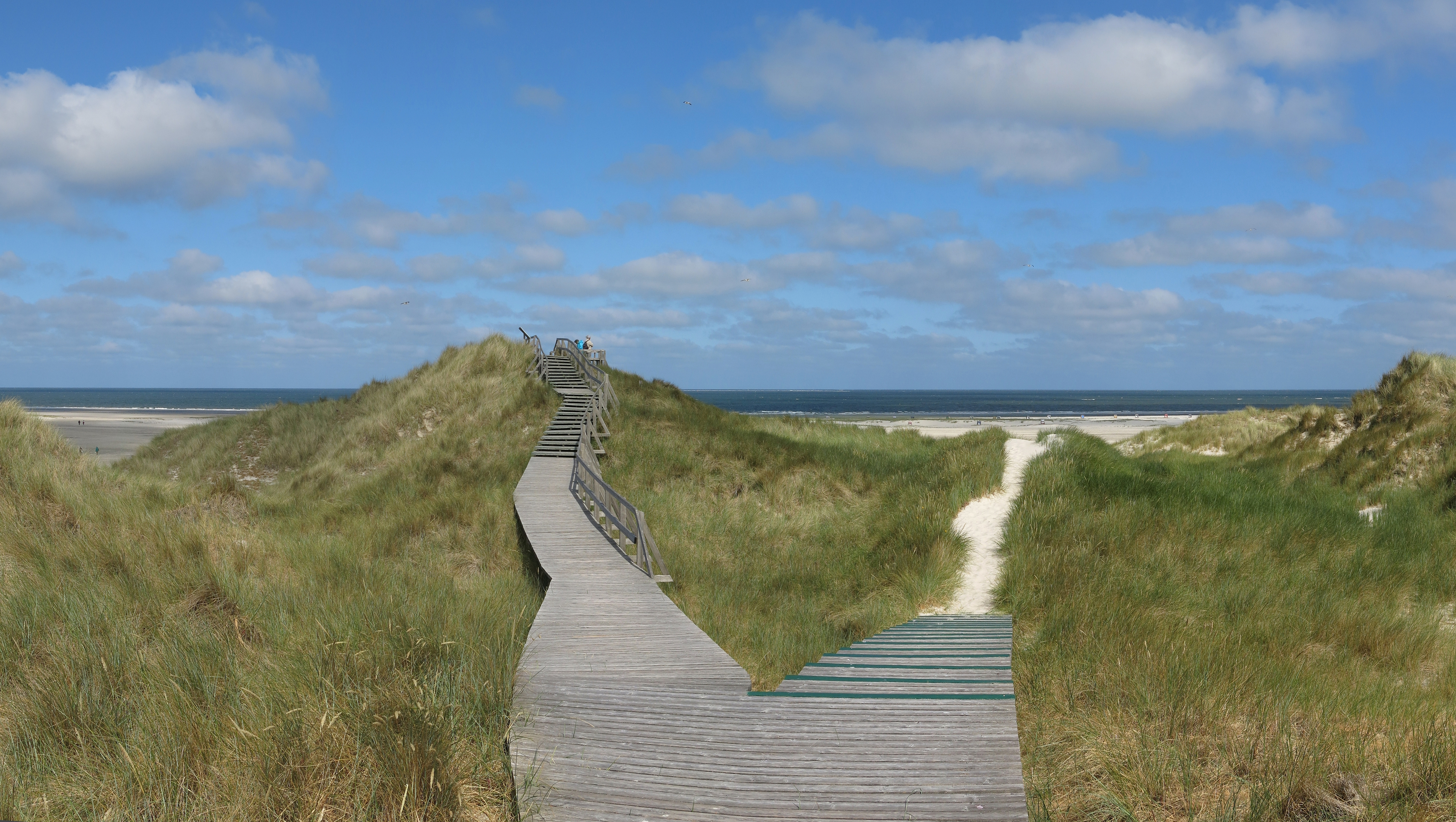
Pad door het natuurgebied in de duinen naar het strand van Norddorf. Links uitzichtplatform Himmelsleiter
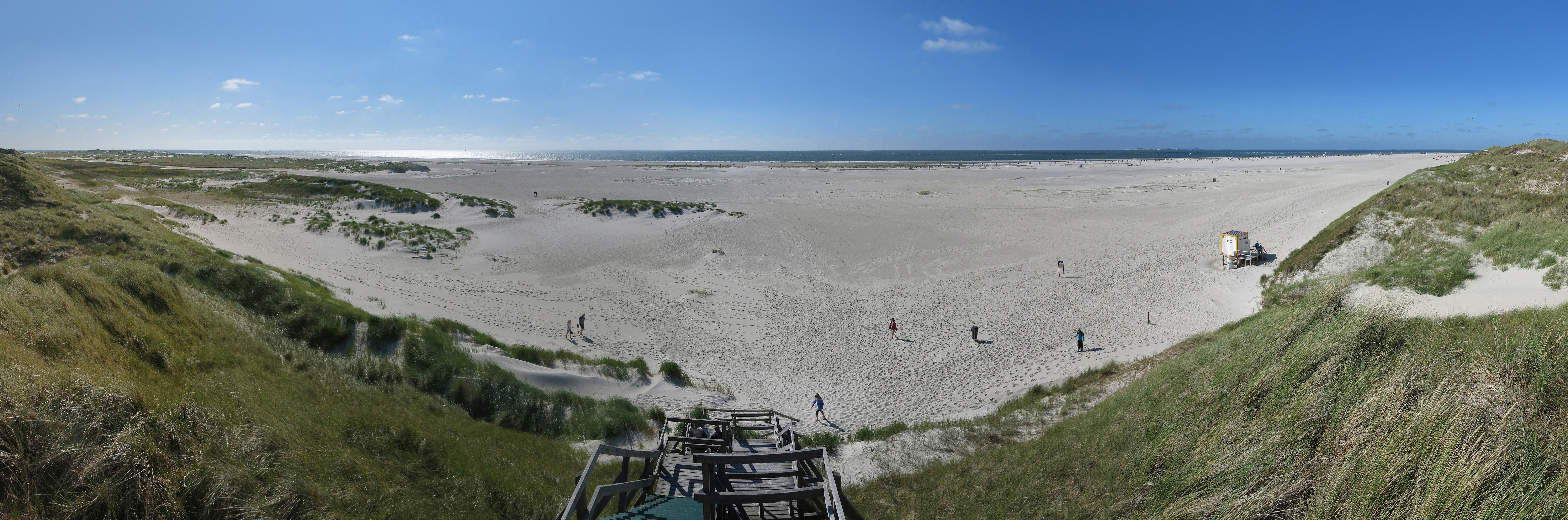
Gezicht op een deel van het 15 km lange Kniepsand, vanaf de Himmelsleiter
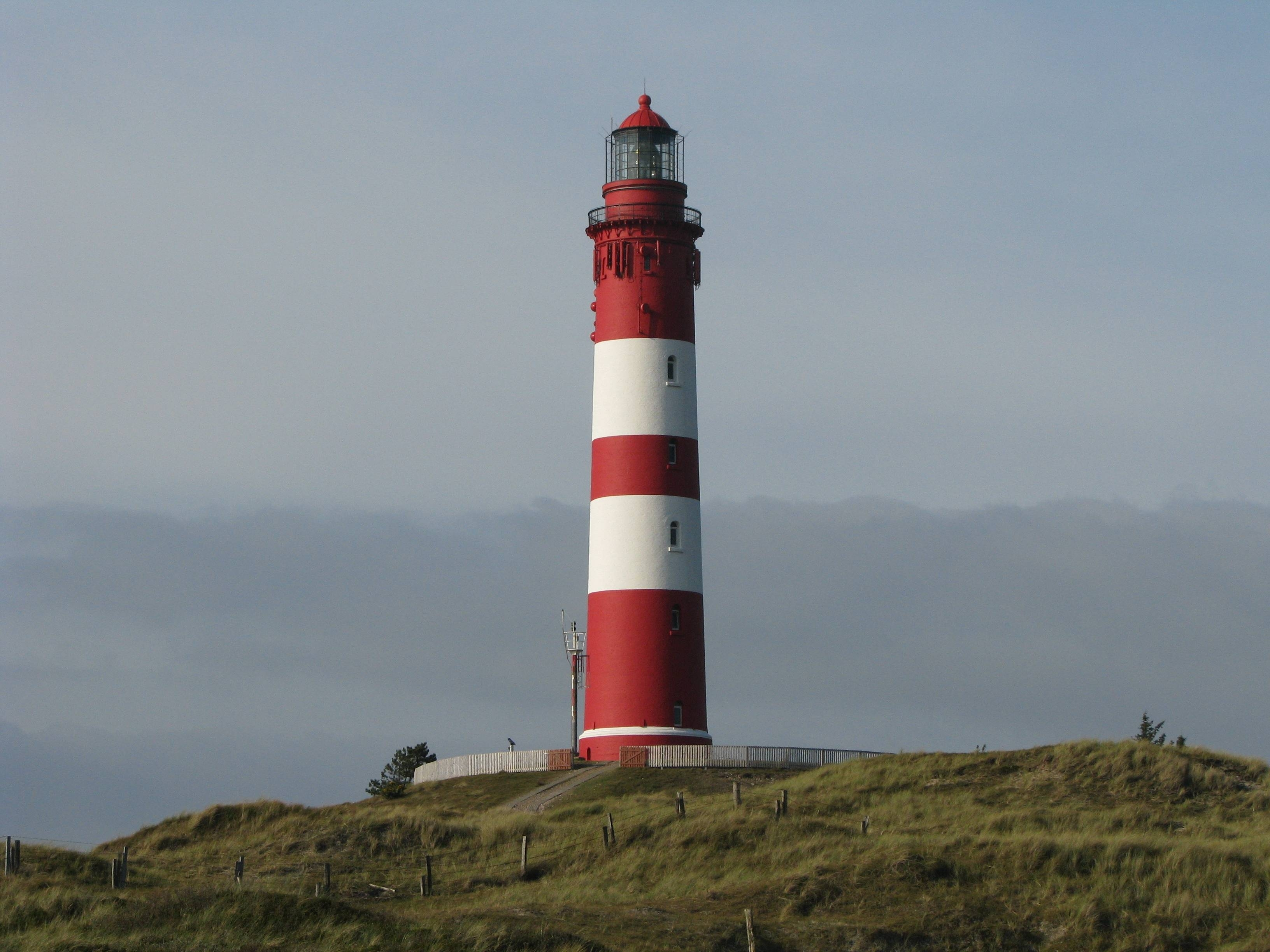
Vuurtoren Leuchtturm Amrum bij Nebel
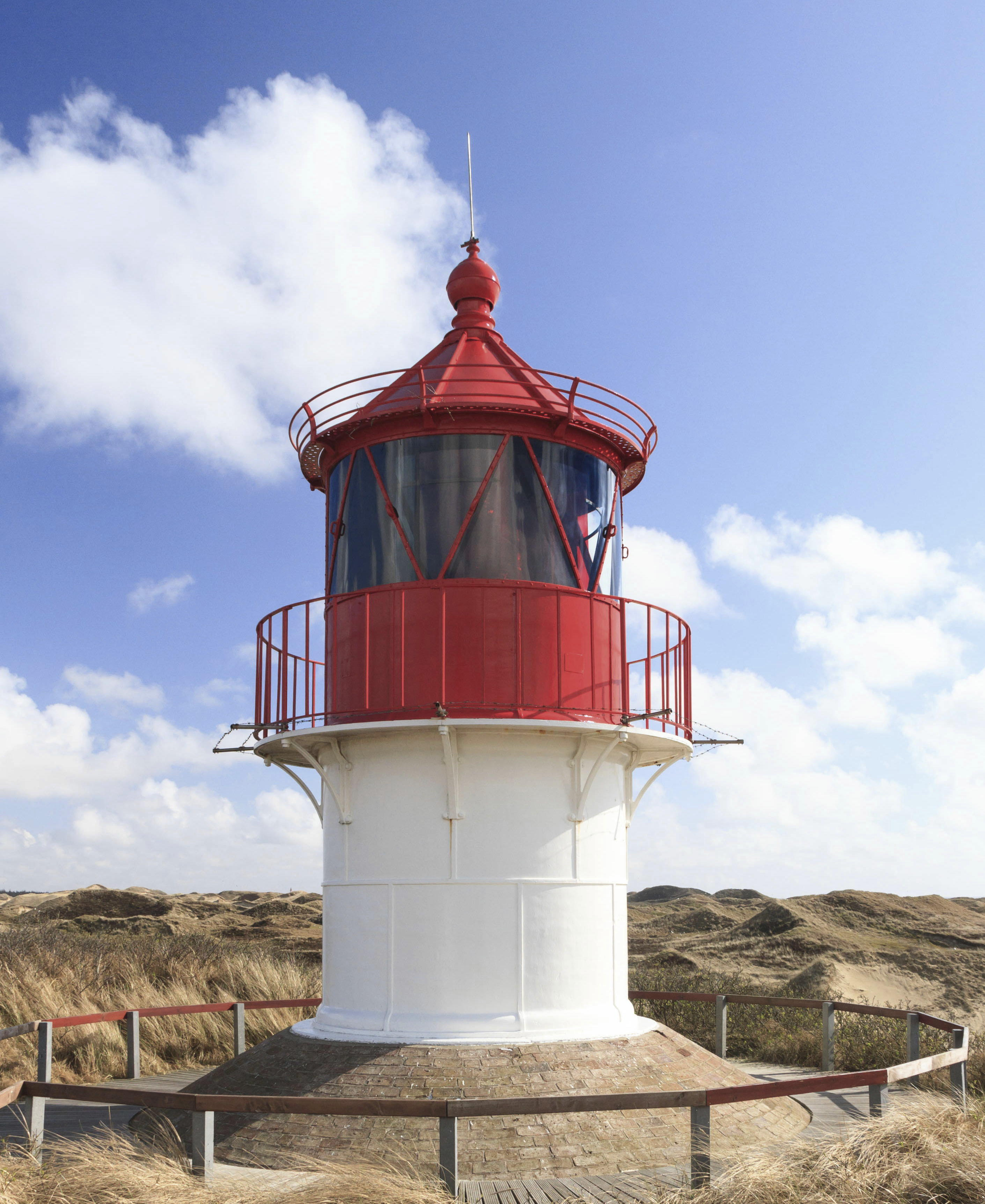
Vuurtorentje Quermarkenfeuer bij Norddorf
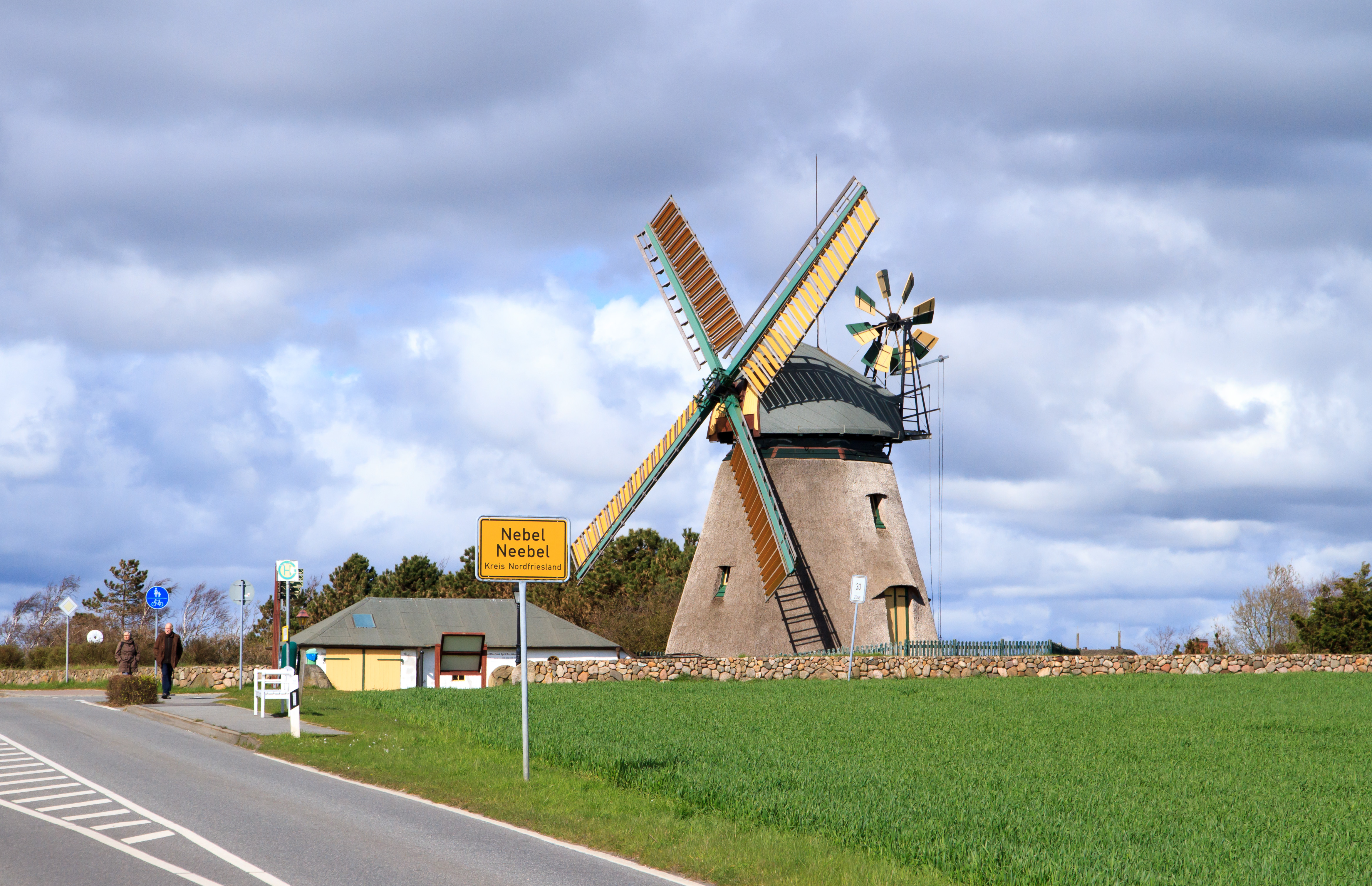
Windmolen te Nebel
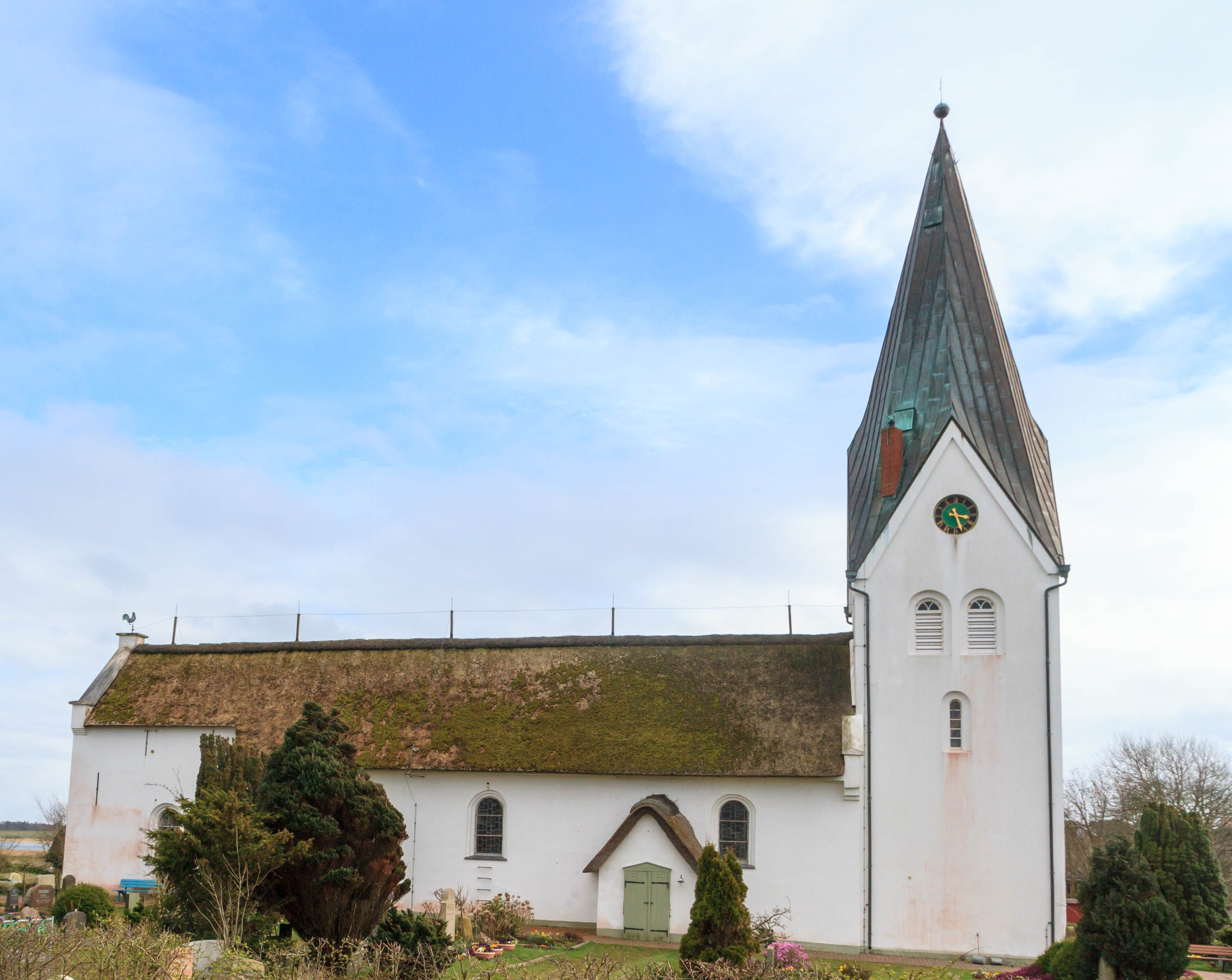
Sint-Clemenskerk, Nebel
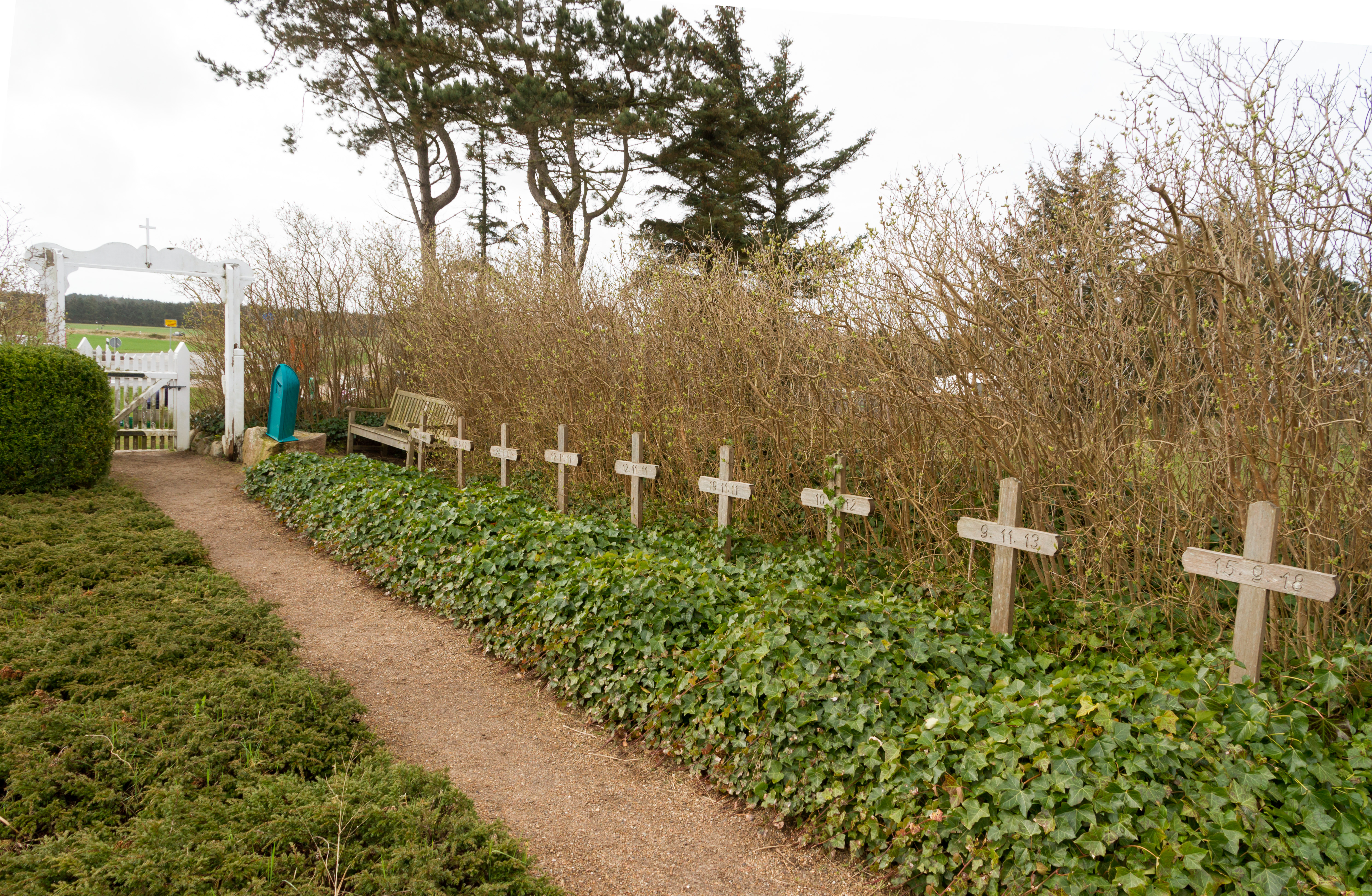
Friedhof der Heimatlosen (kerkhof van dood aangespoelde, anonieme drenkelingen)
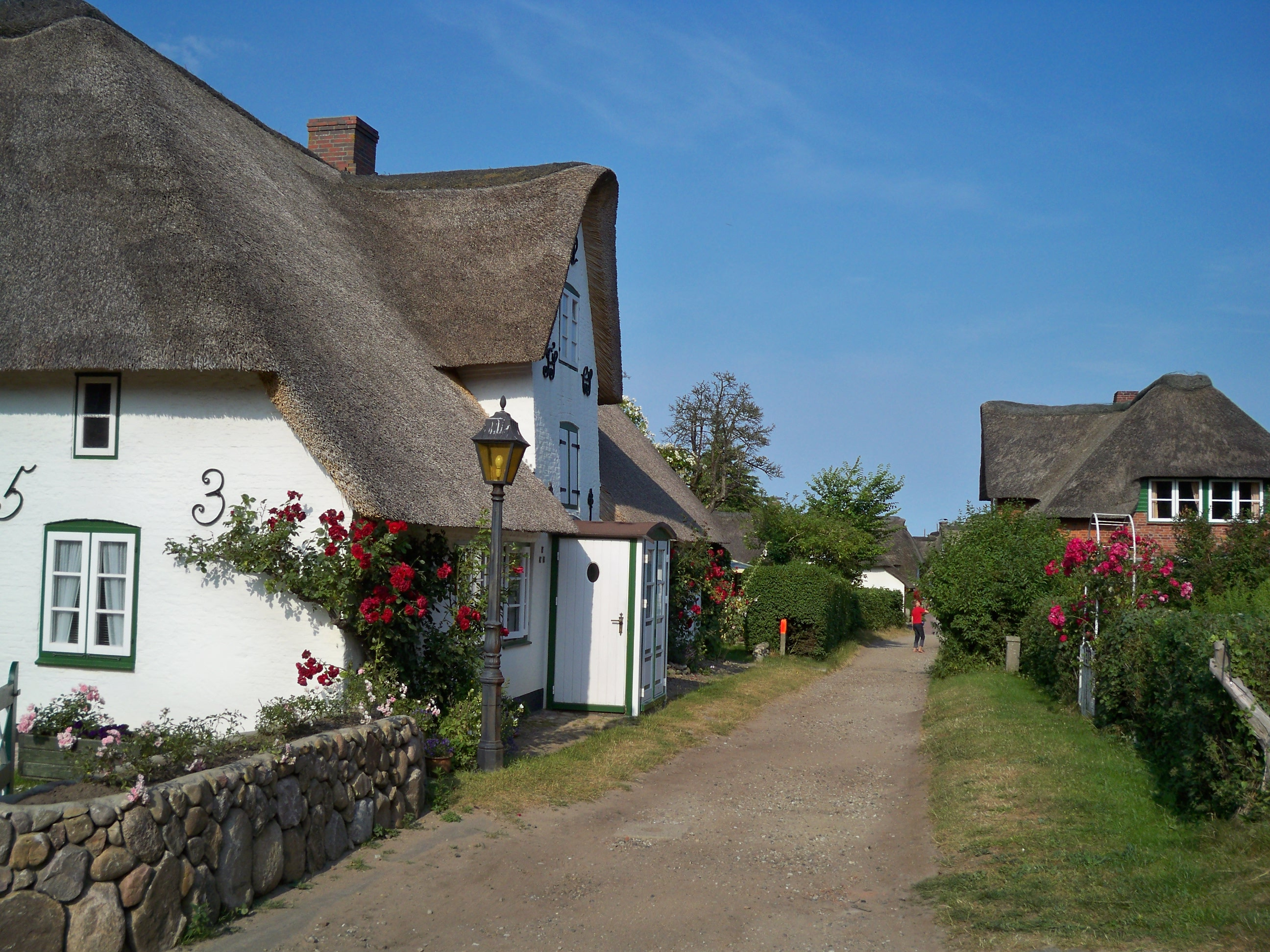
Straatje te Nebel
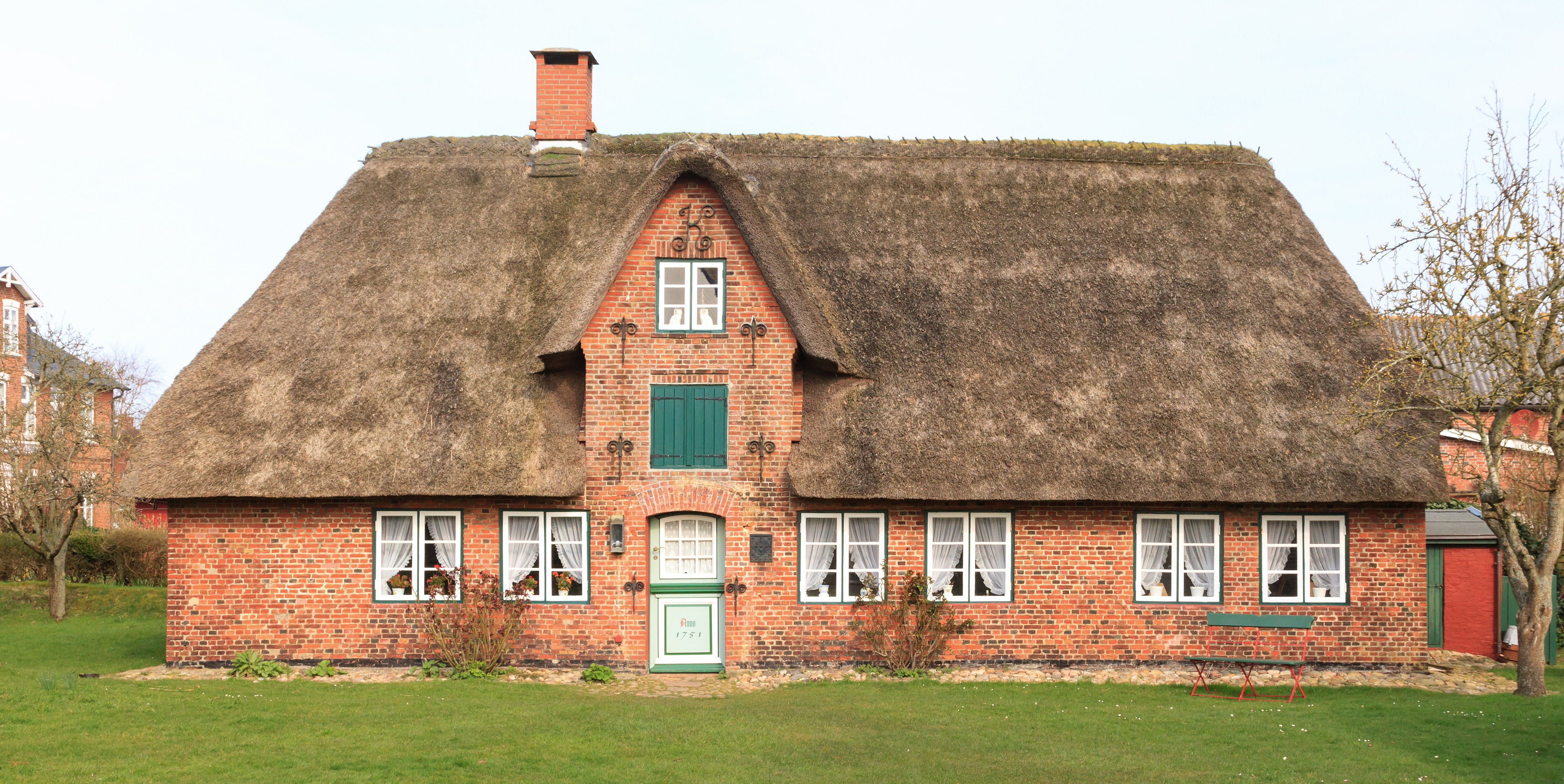
Museum Öömrang Hüs te Nebel
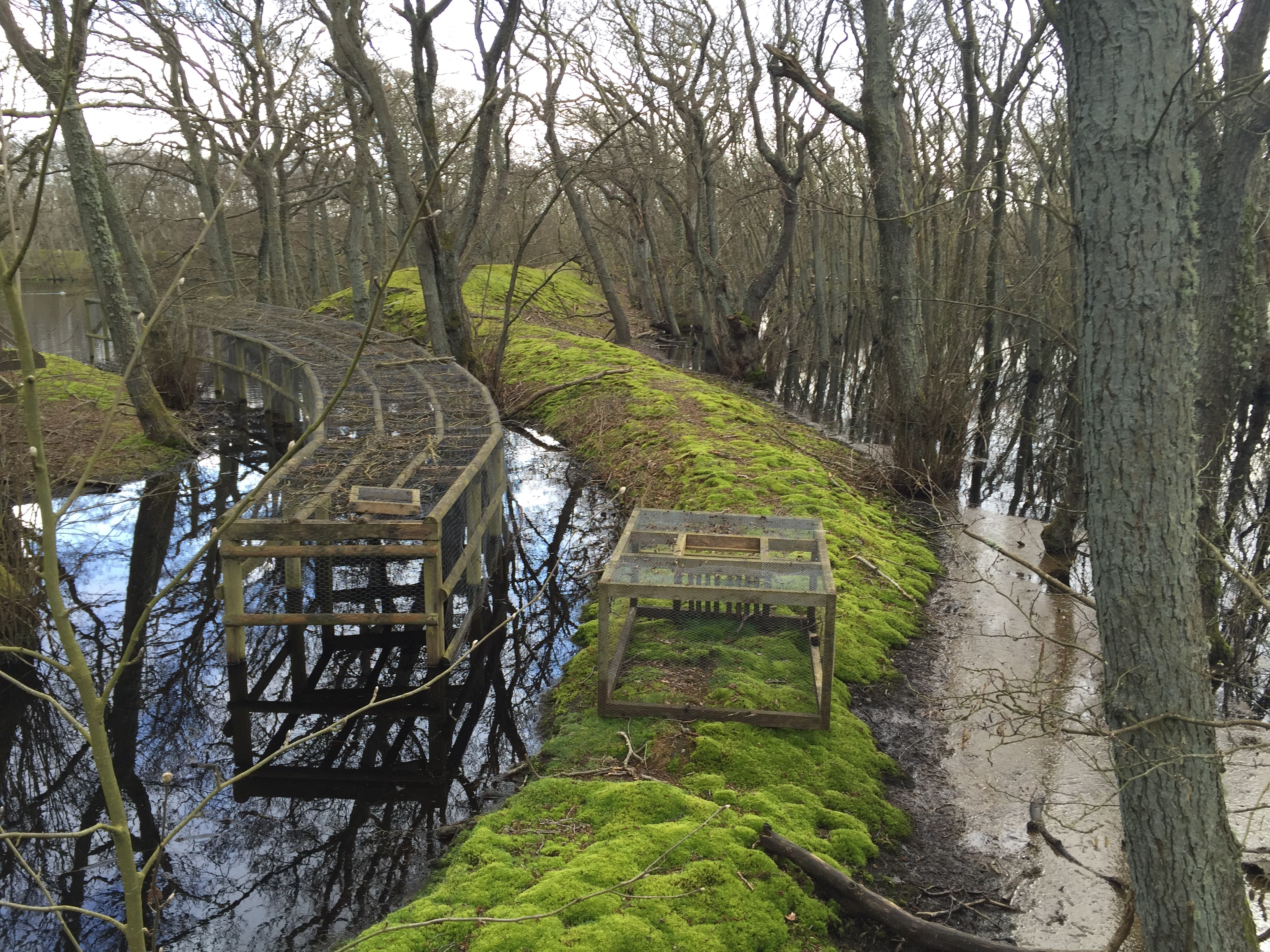
Vangpijp in de eendenkooi
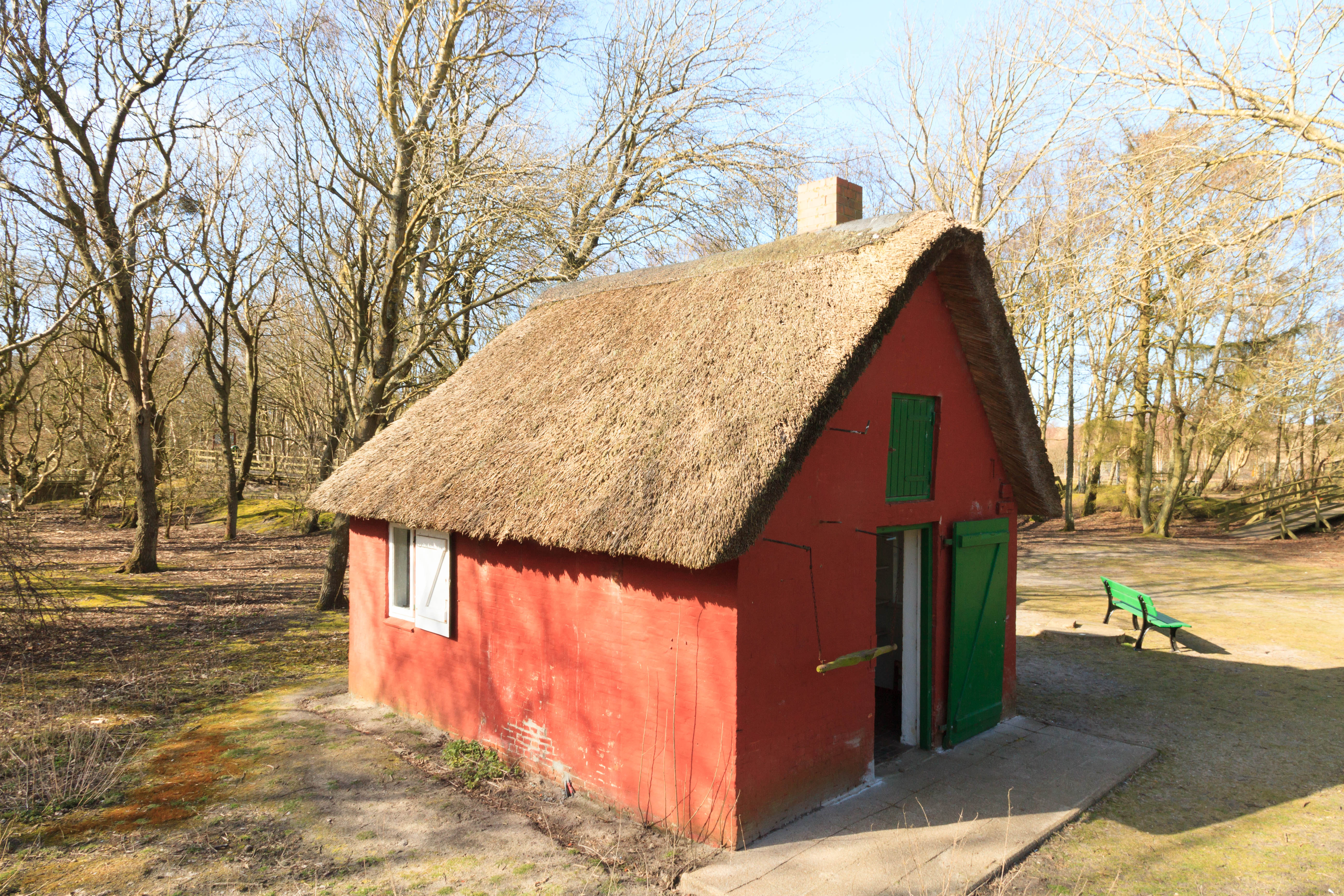
Voormalig kooikershuisje

## Bekende personen van het eiland Amrum
- Oluf Jensen (1672-1750), zeevaarder, de vader van Hark Olufs
- Hark Olufs (1708-1754, Süddorf), zeevaarder

## Trivia
Een restant van de oude strandjuttersmentaliteit is nog bewaard gebleven op het Kniepsand. Groepen mannen van het eiland knutselen er al sinds tientallen jaren in het voorjaar hutjes van wrakhout, zeildoek en ander strandgoed (Kniepsandbuden) in elkaar. Naast deze soms nogal onooglijke hutjes wordt soms een hangmat van aangespoelde visnetten gespannen. Op deze plekken brengen de mannen dan in een ontspannen sfeer, onder ons, hun zomerse vrije tijd door. Aan het eind van de zomer worden de Buden uit elkaar gehaald en dan onder het zand begraven, tot het volgende voorjaar.